# Heinrich Puthon
Oberst i. R. Heinrich Freiherr von Puthon (* 17. Mai 1872 in Graz; † 24. April 1961 in Salzburg) war langjähriger Präsident der Salzburger Festspiele vor und nach dem Zweiten Weltkrieg.

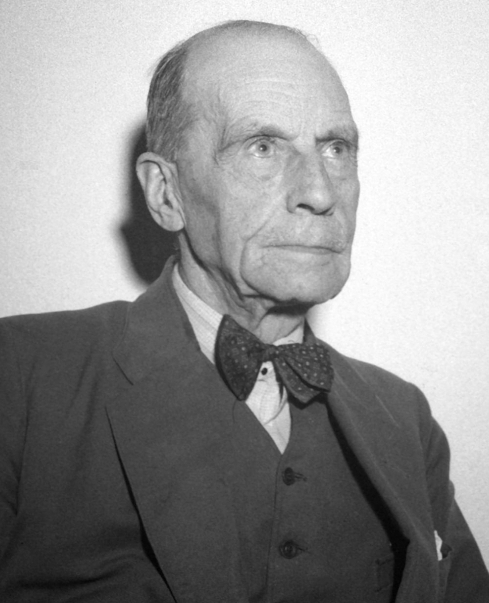
Aufnahme aus dem Jahr 1945

## Leben
Puthon entstammt einer österreichischen Beamtenfamilie und war Kavallerieoffizier im Ersten Weltkrieg. Gemäß den Gesetzen der Republik Österreich verwendete er sein Adelsprädikat nicht. Er wurde am 5. Mai 1926 zum Präsidenten der Salzburger Festspiele gewählt und blieb dies – unterbrochen durch die Zeit des NS-Regimes von 1938 bis 1945 – bis zu seinem Rücktritt im Alter von 88 Jahren, nach der Fertigstellung des Großen Festspielhauses im Jahr 1960. In enger Zusammenarbeit mit den Landeshauptmännern Franz Rehrl und später Josef Klaus gelang ihm die finanzielle Sanierung der Festspielgemeinde, die internationale Akzeptanz der Festspiele und der Auf- und stete Ausbau der Spielstätten der Salzburger Festspiele. Sein späterer Nachfolger Josef Kaut beschreibt ihn als „noblen Diplomaten“, der die Festspiele „über alle Stürme der Zeit mit glücklicher Hand“ zu führen und „die empfindlichsten Künstler zu behandeln wusste. Aber er war auch energisch und unnachgiebig, wenn es die Interessen der Festspiele zu wahren galt. Er war nicht sehr musisch und hörte sich Aufführungen eher aus dem Pflichtgefühl des Offiziers an, denn aus Begeisterung für die Kunst. Dennoch bewies er immer wieder einen untrüglichen sechsten Sinn für künstlerische Qualität, mit dem er selbst gegenüber dem Urteil von Fachleuten häufig Recht behielt.“ Puthon war im Haus und in der Stadt – ob seiner Redlichkeit, Gerechtigkeit und Allgegenwart: er besuchte regelmäßig die Werkstätten und Büros – allseits geachtet. Noch im hohen Alter kam Puthon zu Fuß, den Hund an der Leine, in sein kleines bescheidenes Büro.
1948 kam es zu einer Räumungsklage gegen Puthon, der sich geweigert hatte, die Kündigung seiner Wohnung im Schloss Mirabell und die Bereitstellung einer Ersatzwohnung im Stadtzentrum zu akzeptieren.

## Ehrungen
- Puthon wurde am 8. August 1937 das Komturkreuz des österreichischen Verdienstordens verliehen.[2]
- Am 9. August 1957 wurde ihm die Ehrenbürgerschaft der Stadt Salzburg verliehen.
- Ihm ist in Salzburg die Heinrich-Puthon-Straße gewidmet.